# 大耳小蹄蝠
大耳小蹄蝠（学名：Hipposideros fulvus），一种分布于阿富汗、巴基斯坦、印度、孟加拉国、斯里兰卡及中国云南等地区的蝙蝠，隶属于蹄蝠科蹄蝠属。本种曾被视为双色蹄蝠（Hipposideros bicolor）的一个亚种。
其种加词“Fulvus”意为“红黄色的”。

## 形态特征
莱氏蹄蝠体型较大，前臂长约130毫米，重8～10克。背毛红棕色、暗黄色、暗棕色、浅灰色或金橙色，腹部从奶白色至浅灰色不等。